# Baosheng Dadi

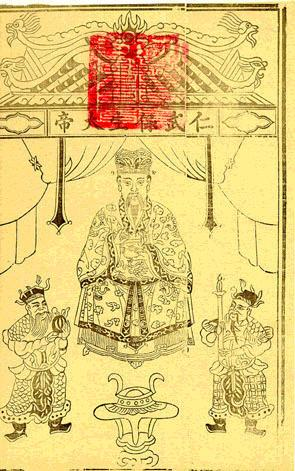
Amulett-Holzschnitt von Baosheng Dadi

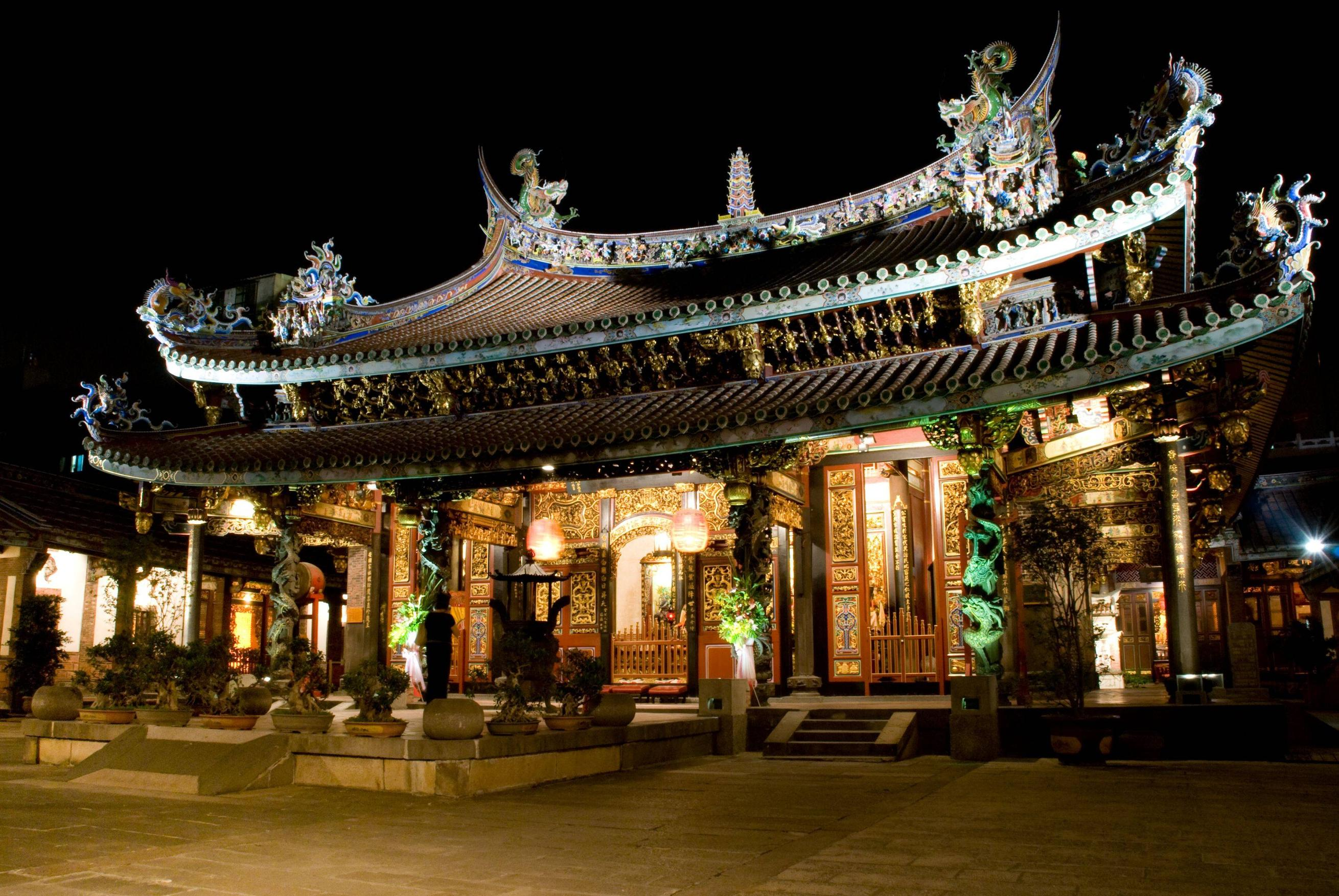
Haupthalle des Dalongdong Baoan Tempels in Taipei, Taiwan. Der Tempel wurde von Übersiedlern aus Tongan, der Heimat von Wu Tao, von 1805 bis 1830 errichtet. Heute einer der drei wichtigsten Tempel in Taipei

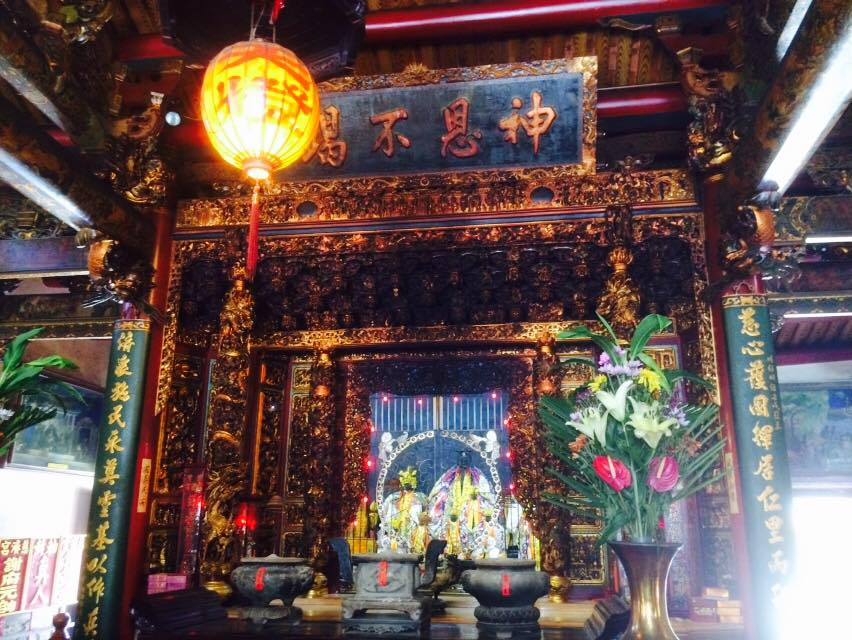
Haupthalle des Ciji-Tempels im Bezirk Xuejia der Stadt Tainan (Taiwan)

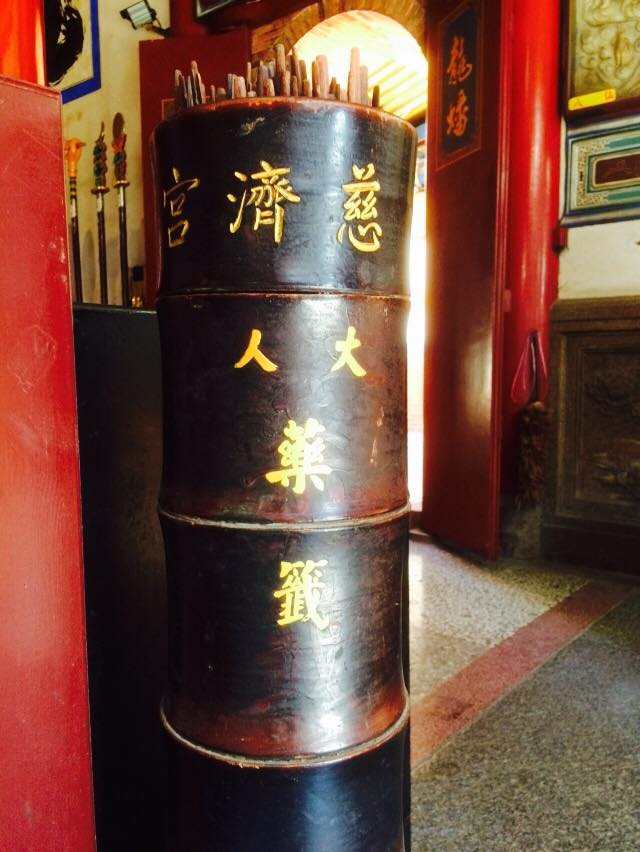
Arzneiorakel-Stäbchen (Ciji-Tempel, Tainan)

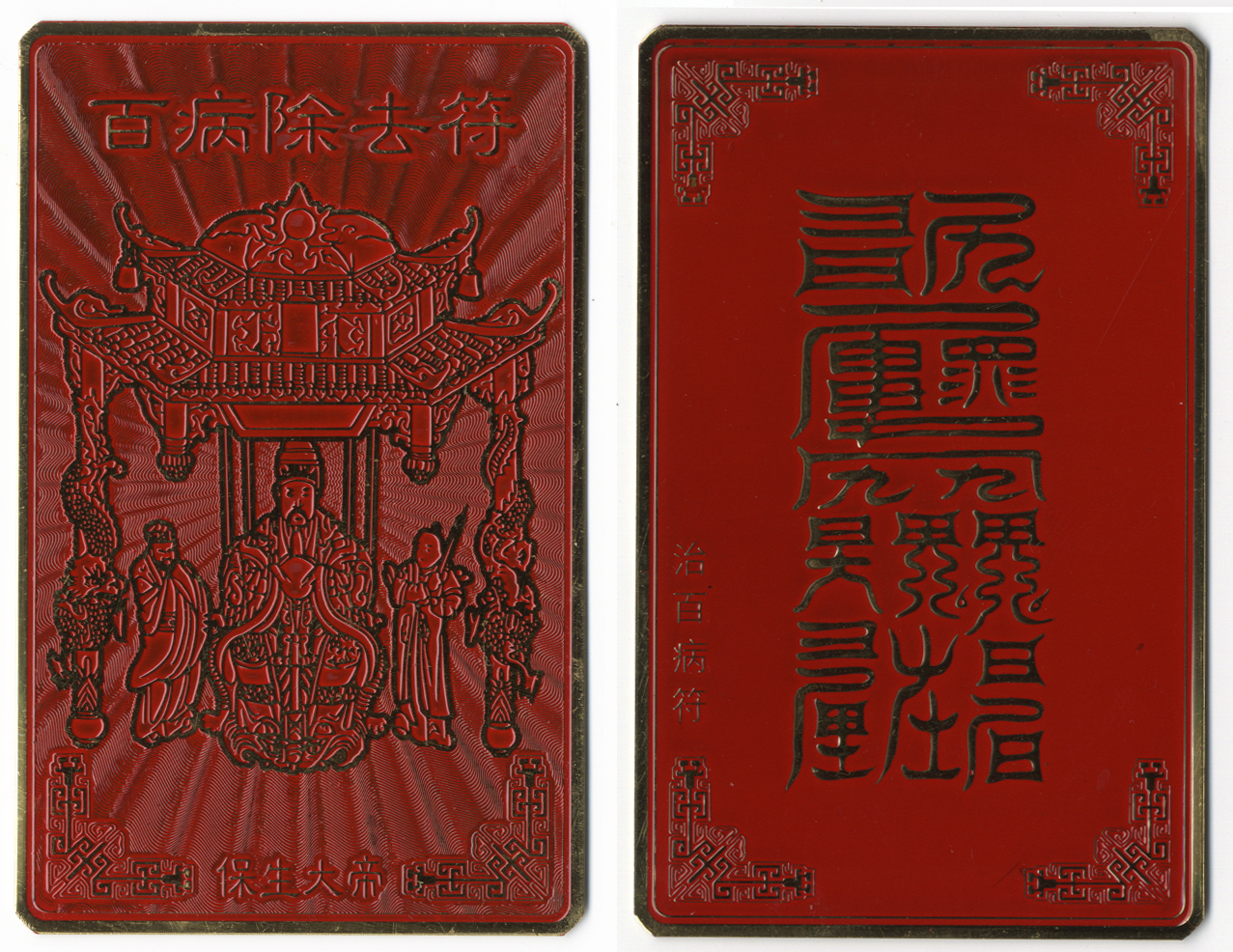
Baosheng Dadi Amulett zur Abwehr von Krankheiten

Baosheng Dadi (保生大帝,  Bǎoshēng-dàdì,  Paosheng Tati – „Lebensbewahrender Kaiser“, auch Poh Seng Tai Tay) (* 979; † 1036) ist der postume Name eines chinesischen Arztes, der zu einer Gottheit der Heilkunst aufstieg und noch heute besonders in der Provinz Fujian und auf Taiwan verehrt wird.

## Namen
Als eigentlicher Name gilt Wu Tao (吳夲,  Wú Tāo), dazu kommen der Erwachsenenname Hua Ji (華基,  Huá Jī) und der Künstlername Yun Zhong (云衷,  Yún Zhōng) sowie Ehrennamen wie „Wahrer Mensch Wu“ (吳真人,  Wú Zhēnrén), „Fürst des Großen Dao“ (大道公,  Dàdào gōng) usw.

## Geschichte und Legende
Der Überlieferung zufolge wurde Wu Tao während der Song-Dynastie im Jahre 979 (im chinesischen Mondkalender am 15. Tag des 3. Monats im 4. Jahr der Devise Tàipíng Xīngguó) im Dorf Baijiao, Distrikt Tongan, Präfektur Quanzhou, Provinz Fujian geboren. Sein Vater hieß Wú Tōng (吳通), die Mutter stammte aus einer Familie namens Huáng (黄). Beide seien früh verstorben.
Wu Taos Leben ist von Legenden umwoben. Schon von Kindheit zeichnete er sich durch seine Begabung und Interessen aus. Im Alter von 17 Jahren führte ihn die „Königinmutter des Westens“ (Xiwangmu) in exorzistische Praktiken ein. Nach dem Bestehen der Provinzial-Prüfungen sei er mit 24 Jahren zum Inspektor ernannt worden. Doch habe er dieses Amt wieder aufgegeben, um sich auf den Berg Dayen in Baijiao zurückzuziehen.
Wu Taos ärztliche Heilkunst, mit der er zahlreiche Menschen rettete, ist gleichermaßen legendär. So habe er einen Drachen, der ihn in Gestalt eines Greises um Hilfe bat, mit Augentropfen behandelt. Bei anderer Gelegenheit entfernte er eine Haarnadel aus dem Halse eines Tigers, die dort steckengeblieben war, als dieser eine Frau verschlang. Seine Therapien zeigen starke daoistische Züge. So habe er bei Verletzungen und Infektionen reinigendes Salz und Wasser verspritzt, ein Schwert waagrecht vor den Patienten gehalten, Räucherstäbchen entzündet und still gebetet, worauf die Leiden verschwanden. Arme und Reiche habe er gleichermaßen ohne Ansehen von Status und Person behandelt.
Wu Tao starb im Jahre 1036 (am 2. Tag des 5. Monats im 3. Jahr der Devise Jǐngyòu) und wurde von Kranichen zum Himmel begleitet. Von dort helfe er weiter den Menschen und der Nation. Unter den postumen Wundern findet sich neben allerlei Heilungen und dem Schutz vor Epidemien auch die Abwehr von Piratenangriffen, die Schaffung von Quellen mit heilkräftigem Wasser u.ä.m.

## Verehrung
Der historische Gehalt aller biographischen Angaben ist höchst unsicher. Außer Zweifel steht jedoch das Aufkommen der Baosheng-Dadi-Verehrung während der Song-Dynastie, die von Beginn an deutliche Züge des Daoismus trug. Der 10. Kaiser Gāozōng ließ ihm zwei Tempel in Fujian errichten. Gāozōngs Sohn Xiàozōng gewährte ihm im Jahre 1171 den Titel Zhenren (大道真人,  Dàdào zhēnrén – „Wahrer Mensch des Großen Dao“). Weitere kaiserliche Ehrentitel folgten 1195, 1208, 1227, 1235, 1239, 1240, 1245 und 1275. Im Jahre 1241 ordnete der Kaiser Lǐzōng an, dass alle Wu Tao gewidmeten Tempel (廟,  miào) ihren Namen und Status zum daoistischen Tempel (宮,  gōng) ändern sollten.
Auch die Kaiser der Ming-Dynastie förderten diesen Kult. Im Jahre 1425 gewährte ihm Kaiser Rénzōng schließlich eine Drachenrobe und den Status „Hüter des Himmelspalastportals, Barmherziger Arzt, Wunderbarer Edler des Dao, langlebiger unendlicher, lebensbewahrender Kaiser“. Zugleich wurden die Beamten angewiesen, ihm im Frühjahr und Herbst Opfergaben darzubieten.
Während der Herrschaft der Niederländischen Ostindien-Kompanie über Formosa (Taiwan) begann im 17. Jahrhundert die Einwanderung von Chinesen aus Fujian, die u. a. den Baosheng-Dadi-Kult auf die Insel brachten, wo er sich von der Region Tainan aus nach und nach in die nördlichen Gebiete ausbreitete. Tempel für „Poh Seng Tai Tay“ findet man auch in Südostasien überall dort, wo sich chinesische Einwanderer aus Fujian niedergelassen haben. Neben der Meeresgöttin Mazu zählt Baosheng Dadi noch heute zu den beliebtesten daoistischen Gottheiten. Sein Geburtstag am fünfzehnten Tag des dritten Monats im Mondkalender wird vielerorts mit Umzügen gefeiert.

## Medizinisches
In vielen der Baosheng Dadi gewidmeten Tempeln gibt es sogenannte „Arznei-Orakel“  (藥籤,  yàoqiān).  Der Besucher zieht oder schüttelt ein Orakelstäbchen (籤竹,  qiānzhú) aus einem Bündel, das gewöhnlich in einem Bambus-Behälter steckt, und sucht unter der auf diesem Stäbchen eingeritzten bzw. aufgemalten Nummer das betreffende Rezept heraus, das bei seinem Leiden helfen soll.